# Rind å
Rind å är ett vattendrag i Danmark. Det ligger i Hernings kommun i Region Mittjylland. Ån rinner upp sydväst om Herning, flyter söderut och mynnar ut i Skjern Å söder om Arnborg. Fjederholt å är det största tillflödet.